# Antal Gergely
Antal Gergely (Budapest, 1985. március 20. –) magyar sakkozó, nemzetközi nagymester, kétszeres korosztályos magyar bajnok, U18 korosztályos ifjúsági sakkcsapat-világbajnok.

## Pályafutása
Antal László közgazdász fiaként született. A sakkot már kiskorától otthon gyakorolta, hiszen édesapja ifjúsági válogatott és nagyapja is igazolt sakkjátékos volt. Nyolcéves korától kezdett el hivatalosan versenyezni a Barcza-BEAC csapatának tagjaként, nevelőedzője Jakobetz László FIDE-mester volt. 1995-ben megnyerte az U10, 1996-ban az U12 korosztályos magyar bajnokságot. 1995-ben a tíz évesek között Európa-bajnoki 4. helyezést ért el. 2001-ben az U16 korosztályos ifjúsági magyar bajnokságon holtversenyben az 1-2. helyen végzett, az U16 Európa-bajnokságon holtversenyben a 3-7. helyet szerezte meg.
2002-ben, 17 évesen az U20 korosztályos junior magyar nyílt sakkbajnokságon a 2. helyen végzett, ezt az eredményét 2003-ban megismételte. 2006-ban a magyar egyetemi-főiskolai bajnokságon az 1. helyet szerezte meg.
Három alkalommal volt tagja az U18 ifjúsági világbajnokságon szereplő magyar válogatottnak (2000, 2002, 2003), melyek közül 2003-ban a csapat 1. helyezést ért el, és egyéni eredménye a mezőnyben a legjobb volt.
2009-ben az USA egyetemi bajnoka volt
2000-ben lett nemzetközi mester, 2011-ben kapta meg a nemzetközi nagymesteri címet, amelyet négy versenyen is teljesített:
- 1st Saturday GM 2002, Budapest;
- 30. Oberwarth Open A csoport, 2008;[9]
- 1st Saturday GM 2010, Budapest,[10]
- 2010 Spice Cup Fall verseny, Lubbock (Texas).[11]

A nagymesteri cím megszerzéséhez sokat segített, hogy a Polgár Zsuzsa által vezetett texasi sakkakadémián eltölthetett két esztendőt.
2020. áprilisban az Élő-pontszáma 2571, ezzel a magyar ranglistán a 12. helyen állt. Ez egyben az eddigi legmagasabb értékszáma.

## Kiemelkedő versenyeredményei
- 3. helyezés (holtversenyben): Zalakaros Open (2001)[15]
- 1. helyezés: Smith&William nemzetközi ifjúsági verseny, King Edwards (Anglia) (2001)[16]
- 2. helyezés: First Saturday nagymesterverseny, Budapest (2002)[17]
- 3. helyezés (holtversenyben): Nemzetközi ifjúsági verseny, Somerset (2001)[18]
- 1. helyezés: First Saturday nagymesterverseny, Budapest (2002)[19]
- 2. helyezés: U18 nemzetközi nyílt bajnokság, Aviles (Spanyolország) (2003)[20]
- 2-4. helyezés: Kanizsa Chess nagymesterverseny, Nagykanizsa (2003)[21]
- 2. helyezés: First Saturday nagymesterverseny, Budapest (2004)[22]
- 1. helyezés: Ifjú mesterek tornája, Somerset (2004)[23]
- 1. helyezés: U20 korosztályos verseny, Aviles (2005)[24]
- 2. helyezés (holtversenyben): Pula Open (2008)[25]
- 1. helyezés: Oberwart Open (2008)[26]
- 2. helyezés: SPICE Cup Open, Lubbock (2008)[27]
- 1. helyezés: Odessa (USA) (2008)[28]
- 1. helyezés: Ken Smith emlékverseny, Fort Worth (USA) (2008)[29]
- 2. helyezés: Pán-amerikai kollégiumi bajnokság, Fort Worth (USA) (2008)[30]
- 1-2. helyezés: Far West Open, Reno (USA) (2009)[31]
- 1. helyezés: Lubbock Open, Lubbock (USA) (2009)[32]
- 1. helyezés: Get Smart 2, Lubbock (USA) (2009)[33]
- 1. helyezés: First Saturday nagymesterverseny, Budapest (2009)[34]
- 1. helyezés (holtversenyben): 75. Southwest Open, Fort Worth (2009)[35]
- 2. helyezés: Texas kollégiumi bajnokság, Houston (2009)[36]
- 2-3. helyezés: SPICE Spring, Lubbock (2010)[37]
- 1. helyezés: Lubbock Open, Lubbock (USA) (2010)[38]
- 1. helyezés: 5. Get Smart bajnokság, Lubbock (USA) (2010)[39]
- 1. helyezés: Kollégiumi bajnokok versenye, Irvine (USA) (2010)[40]
- 1-3. helyezés: First Saturday nagymesterverseny, Budapest (2010)[41]
- 1-2. helyezés: SPICE Cup, Lubbock (2010)[42]
- 1-4. helyezés: Pula Open (2011)[43]
- 2. helyezés (holtversenyben): Open LYM, Lausanne (2011)[44]
- 3. helyezés (holtversenyben): Amszterdam (2012)[45]
- 2. helyezés (holtversenyben): Open LYM, Lausanne (2013)[46]